# حسن أبدال (ديمكاران)
حسن أبدال (بالفارسية: حسن ابدال) هي قرية تقع في إيران في قسم دیمکاران الريفي. يقدر عدد سكانها بـ 265 نسمة بحسب إحصاء 2016.